# Krzysztof Wojciechowski (geograf)
Krzysztof Herbert Wojciechowski (ur. 12 stycznia 1936 w Poznaniu) – polski geograf, specjalista w zakresie hydrografii, nauki o krajobrazie, ochrony środowiska, profesor związany z Uniwersytetem Marii Curie-Skłodowskiej w Lublinie, żeglarz – członek Mesy Kaprów Polskich.

## Życiorys
Urodził się w Poznaniu, lecz dzieciństwo i młodość spędził w Lublinie – studiował geografię na lubelskim Uniwersytecie Marii Curie-Skłodowskiej. Rozpoczął pracę w Zakładzie Hydrografii UMCS już przed ukończeniem studiów. Pracę magisterską wykonał w roku 1957 na temat „Stosunki wodne dorzecza Giełczwi” (rzeka Giełczew). W kolejnych latach uczestniczył w naukowo-żeglarskiej ekspedycji jachtu Śmiały wokół Ameryki Południowej.
Ekspedycję zorganizowało Polskie Towarzystwo Geograficzne z inicjatywy Bronisława Siadka z redakcji czasopisma Poznaj Świat. Kapitanem był Bolesław Kowalski, a kierownikiem  naukowym Tadeusz Wilgat.
Krzysztof Wojciechowski, z patentem sternika, został zastępcą kierownika naukowego. Członkami zespołu badawczego byli również Mieczysław Kluge (klimatolog z Instytutu Geografii PAN) i Ludomir Mączka (geolog, II oficer i bosman). Członkami załogi byli też: Krzysztof Baranowski (k.j.ż.w., dziennikarz Trybuny Ludu), Jerzy Knabe (k.j.ż.w., pierwszy oficer i główny mechanik), Bronisław Siadek i Tadeusz Romer (lekarz wyprawy). Odwiedzono 31 portów w Argentynie, Chile, Peru, Panamie i na Bahamach. Program naukowy obejmował m.in. pobieranie próbek wody w strefie nerytycznej i planktonu morskiego, badania bilansu energii promieniowania słonecznego w różnych strefach klimatycznych, badania z dziedziny medycyny morskiej. Pomiary lądowe – głównie z zakresu wulkanologii, geomorfologii, geologii, glacjologii i hydrologii – wykonywano w 16 punktach trasy, m.in. w Andach, na ewaporatach pustyni Atakama, rafach koralowych i lodowcach Patagonii.
Po powrocie z ekspedycji do macierzystej uczelni Krzysztof Wojciechowski przygotował i obronił pracę doktorską na temat „Problemy bilansu wodnego Thornthwaite'a i Mathera w zastosowaniu do Polski” (1965), po czym otrzymał stanowisko adiunkta (1966). W roku 1978 brał udział w wyprawie badawczej do Mongolii. W kolejnych latach:
- uzyskał habilitację na podstawie rozprawy nt. „Problemy percepcji i oceny estetycznej krajobrazu” (1987),
- otrzymał stanowisko docenta (1989),
- kierował Roztoczańską Stacją Naukową w Guciowie (1989–1994),
- objął na Wydziale Biologii i Nauk o Ziemi UMCS stanowisko kierownika nowego Zakładu Ochrony Środowiska (1990),
- przez dwie kadencje pełnił funkcję dyrektora Instytutu Nauk o Ziemi (od 1991),
- otrzymał nominację na profesora zwyczajnego (2000).

Poza  UMCS był zatrudniony w Akademii Wychowania Fizycznego Józefa Piłsudskiego w Warszawie – Katedra Turystyki i Rekreacji na Wydziale Wychowania Fizycznego i Sportu w Białej Podlaskiej). Odwiedził w celach naukowych Wielką Brytanię, Stany Zjednoczone, Kanadę, Francję, Ukrainę, Węgry, Czechy, Słowację.
Przeszedł na emeryturę w UMCS roku 2006, kontynuując pracę w zamiejscowym wydziale AWF.
Jest członkiem:
- Polskiego Towarzystwa Naukowego,
- Polskiej Asocjacji Ekologii Krajobrazu[5],
- Lubelskiego Towarzystwa Naukowego,
- Rady Naukowej Roztoczańskiego Parku Narodowego,
- Radach Naukowych innych parków krajobrazowych w województwie lubelskim.

Był członkiem Komitetu Nauk Geograficznych w Wydziale VII PAN (Wydział Nauk o Ziemi i Nauk Górniczych).

## Tematyka prac naukowych i publikacje
Krzysztof Wojciechowski jest autorem prac naukowych, dotyczących przede wszystkim:
- obiegu wody w zlewniach (zależności od cech fizjograficznych terenu i sposobu jego zagospodarowania),
- metodyki badań krajobrazu, obejmujących problemy geografii humanistycznej.

Wydał ok. 100 publikacji naukowych. Był opiekunem prac doktorskich:
- Edyta Kozieł, Społeczne uwarunkowania konfliktów ekologicznych w parkach narodowych Lubelszczyzny (2007),
- Marcin Bochenek, Turystyka w edukacji dzieci i młodzieży szkolnej z regionu południowego Podlasia (2006),
- Piotr Tracz; Metody oceny odporności środowiska przyrodniczego na degradację w ujęciu lokalnym i regionalnym (2006),
- Radosław Janicki, Intensywność przemian krajobrazu Parku Krajobrazowego Pogórza Przemyskiego w warunkach zmniejszonej antropopresji (2005),
- Sebastian Bernat, Przemiany krajobrazu odcinka granicznego doliny Bugu w ostatnim stuleciu (2005),

## Klub Rotariański
W roku 1990 Krzysztof Wojciechowski był jednym z 27 współzałożycieli lubelskiego Rotary Club, należącego do Rotary International – założonego w roku 1905 międzynarodowego stowarzyszenia klubów, wyznającego zasadę:

Służba na rzecz innych ponad własną korzyść”

Rotary International i jego Kluby świadczą pomoc humanitarną, promują wysokie normy etyczne w każdym zawodzie. Inicjatorem utworzenia Lubelskiego Klubu Rotariańskiego był Grzegorz Leopold Seidler (prawnik, profesor UMCS). Krzysztof Wojciechowski był jego pierwszym prezesem (1990/1991) i utrzymywał z nim kontakt przez ponad 20 lat (23 stycznia 2013 roku uroczyście obchodzono imieniny rotariańskie Pierwszego Prezydenta).

## Mesa Kaprów Polskich
Krzysztof Wojciechowski był jednym z kilku założycieli Polskiego Bractwa Wybrzeża – elitarnego stowarzyszenia żeglarskiego, należącego do międzynarodowego Hermandad de la Costa, pielęgnującego idee braterstwa ludzi morza, kultywującego ich tradycje, obyczaje i naukę. Polskich żeglarzy zaproszono do Bractwa w roku 1966, w czasie postojów jachtu „Śmiały” w Valparaíso i Antofagasta. Pierwszymi Braćmi-żeglarzami za żelazną kurtyną, którzy otrzymali kolejne numery 1–6, zostali: j.k.m. Bolesław Kowalski (1), j.s.m. Jerzy Knabe (2), j.k.m. Krzysztof Baranowski (3), s. Krzysztof Wojciechowski (4), s. Bronisław Siadek (5), j.k.m. Ludomir Mączka (6). Cyfry Braci są zapisywane na ich czarnych kaperskich flagach i kapeluszach; jeżeli którykolwiek członek światowego Bractwa Wybrzeża zobaczy taką flagę pod salingiem jachtu, w dowolnym miejscu na świecie, jest zobowiązany odwiedzić swojego Brata, spytać, czy potrzebuje pomocy i bezinteresownie udzielić mu jej, w razie potrzeby. Na początku roku 2000 Polskie Bractwo Wybrzeża – Mesa Kaprów Polskich liczyło już ok. 100 członków.